# Rye (New York)
Rye is een plaats (city) in de Amerikaanse staat New York, en valt bestuurlijk gezien onder Westchester County.
Bezienswaardig is onder meer het landgoed 1838 Peter Augustus Jay House.

## Demografie
Bij de volkstelling in 2000 werd het aantal inwoners vastgesteld op 14.955.
In 2006 is het aantal inwoners door het United States Census Bureau geschat op 15.109, een stijging van 154 (1,0%).

## Geografie
Volgens het United States Census Bureau beslaat de plaats een oppervlakte van 51,9 km², waarvan 15,0 km² land en 36,9 km² water.

## Plaatsen in de nabije omgeving
De onderstaande figuur toont nabijgelegen plaatsen in een straal van 8 km rond Rye.

## Verkeer

### Wegverkeer
De I-95 verbindt Rye met Canada en via New York met Miami (Florida).
De I-287 begint in Rye bij de I-95 en verbindt Rye via Parsippany-Troy Hills en Somerville (New Jersey) met de I-95 bij Edison (New Jersey).

### Openbaar vervoer
De trein van New York naar New Haven (Metro North) stopt in Rye. Het busvervoer rondom Rye wordt verzorgd door de Bee-lines.

## Geboren in Rye
- Lex Barker (1919-1973), acteur
- Liz Sheridan (1929-2022), actrice
- David Morris Lee (1931), natuurkundige en Nobelprijswinnaar (1996)
- Justine Bateman (1966), actrice
- Justin Henry (1971), acteur en voormalig kindster
- James Sands (2000), voetballer